# Esenler
Esenler és un districte d'Istanbul, Turquia, situat en la part europea de la ciutat.

## Història
Durant el període otomà, es trobava fora de les muralles de la ciutat i a la zona es trobaven els pobles de Litros i Avas, habitats per grangers grecs. Aquests van ser deportats amb l'intercanvi de població que es va produir amb la fundació de la República Turca, i la zona va ser ocupada amb turcs procedents de Macedònia. Actualment encara hi queden restes arquitectòniques d'importància, com algunes fonts i les ruïnes d'una església en l'interior de l'estació d'autobusos.

## Esenler en l'actualitat
Moltes de les persones que van emigrar a Istanbul entre els anys 1960 i 1990 es van instal·lar en districtes com Esenler, per la qual cosa les infraestructures han acabat resultant insuficients davant del ràpid creixement de la població i la lenta reacció de les autoritats.
A Esenler es troba la principal terminal d'autobusos de la part europea de la ciutat.

## Mahalleler
Birlik  ·  Çiftehavuzlar  ·  Davutpaşa  ·  Fatih  ·  Fevzi Çakmak  ·  Havaalanı  ·  Kâzım Karabekir  ·  Kemer  ·  Menderes  ·  Mimarsinan  ·  Namık Kemal  ·  Nenehatun  ·  Oruçreis  ·  Tuna  ·  Turgutreis  ·  Yavuz Selim